# Missões diplomáticas do Azerbaijão

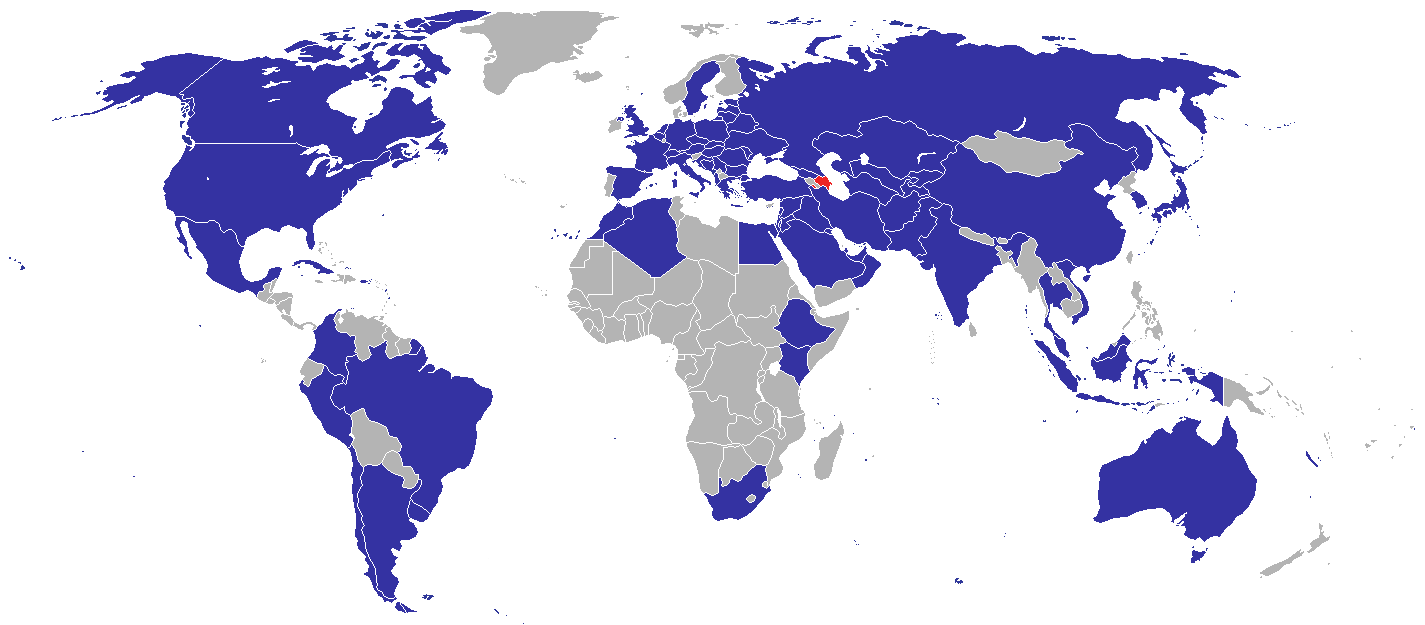
As missões diplomáticas do Azerbaijão

Abaixo se encontram as embaixadas e consulados  do Azerbaijão:

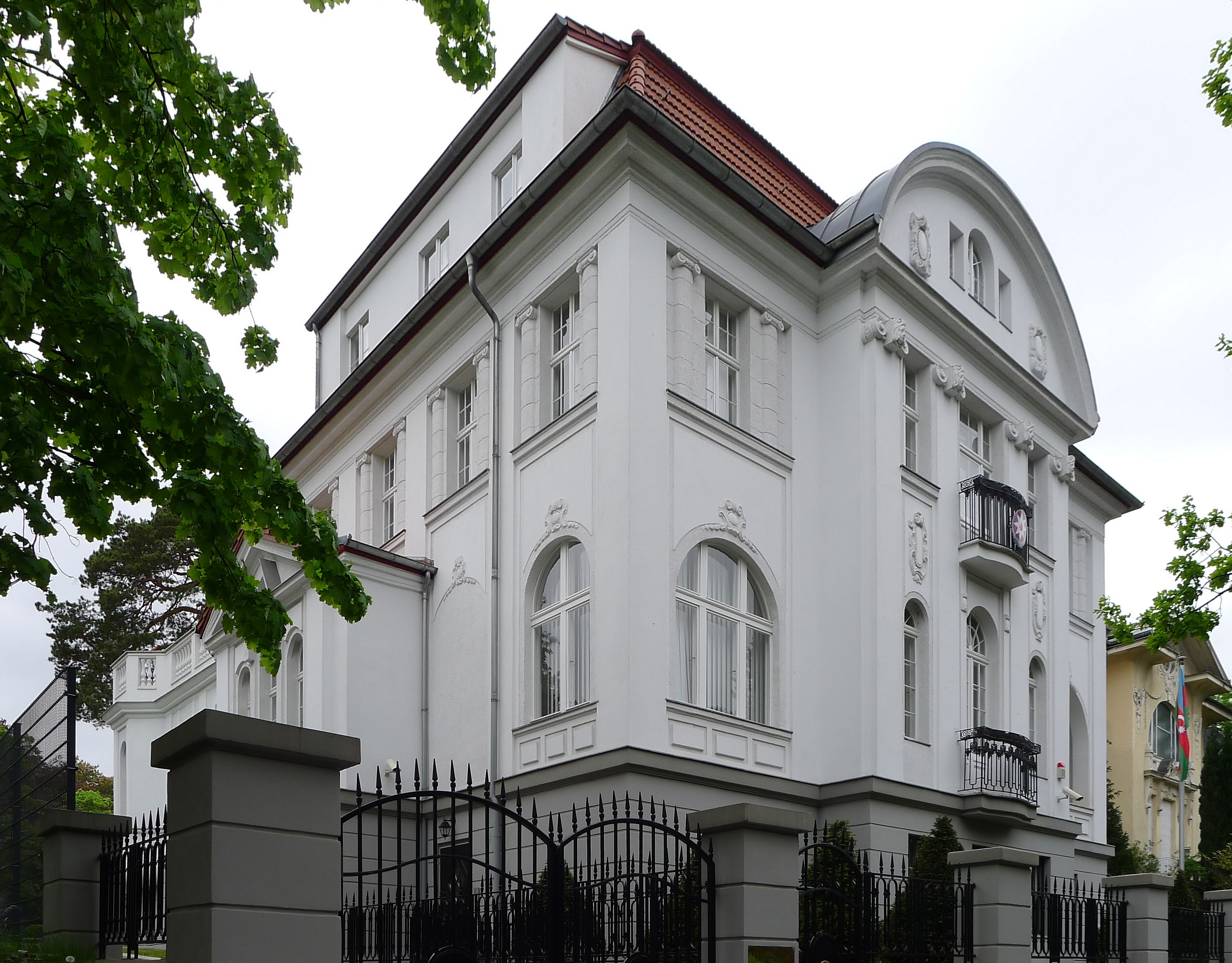
Embaixada do Azerbaijão em Berlim

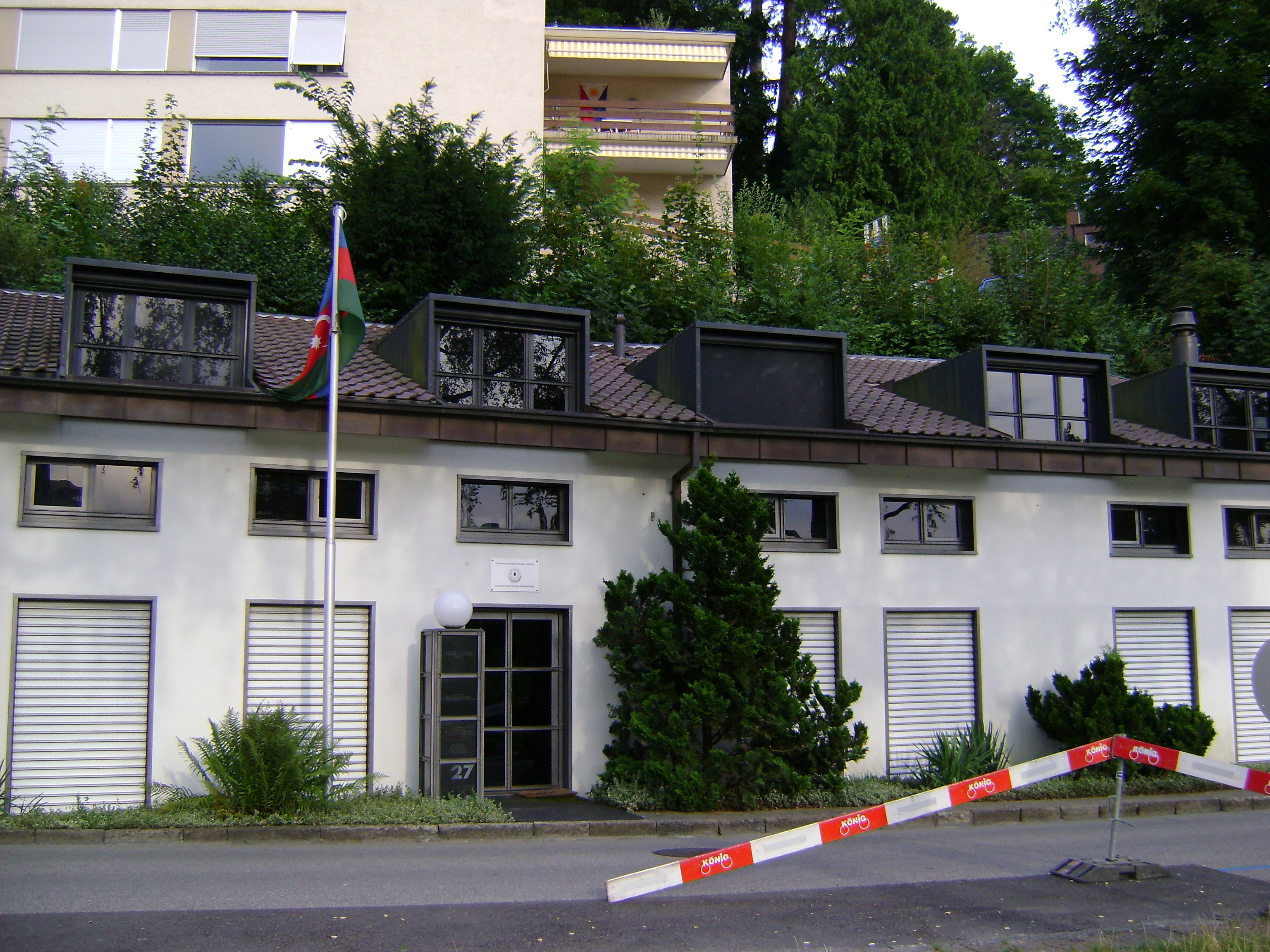
Embaixada do Azerbaijão em Berna

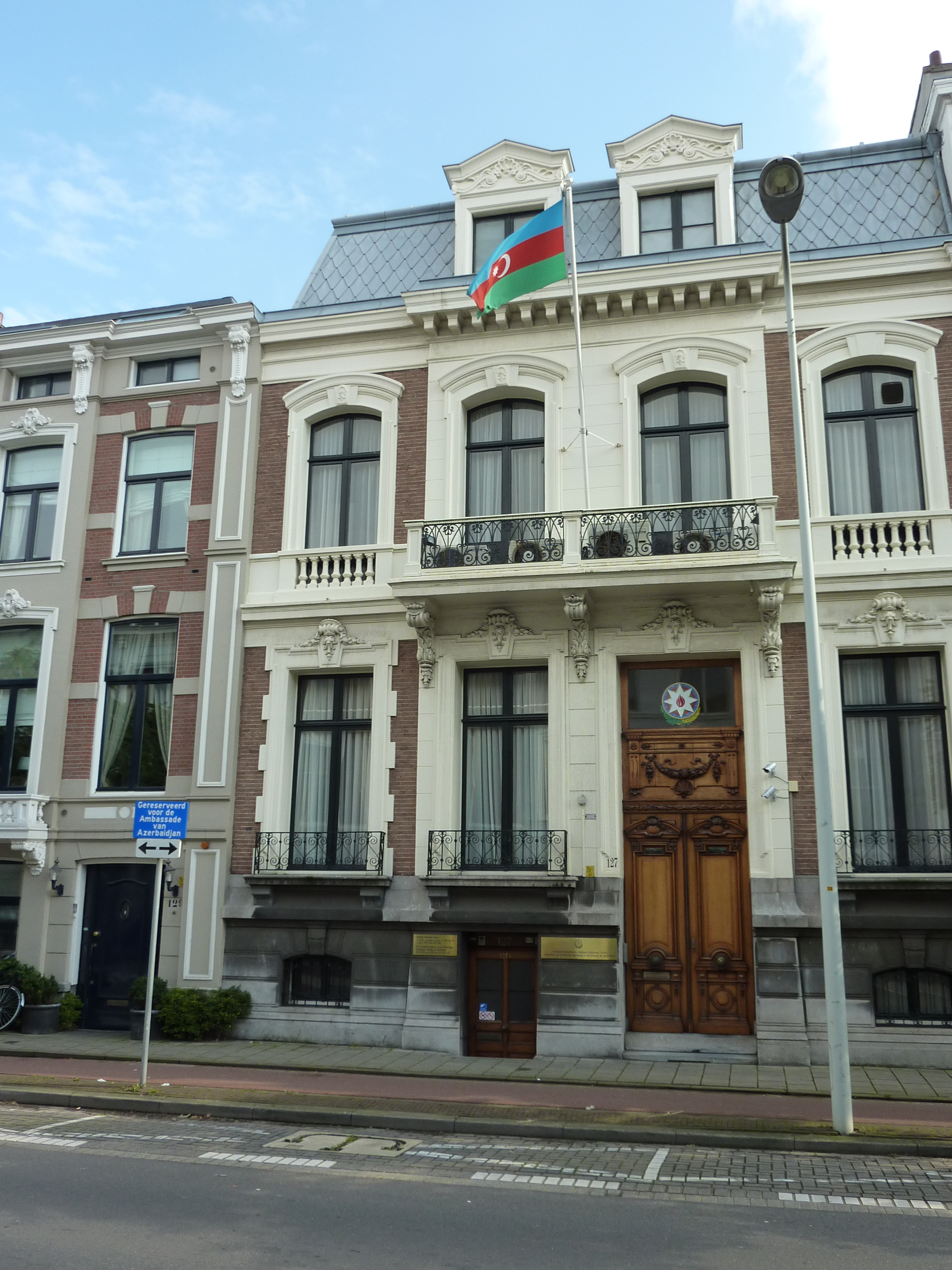
Embaixada do Azerbaijão em a Haia

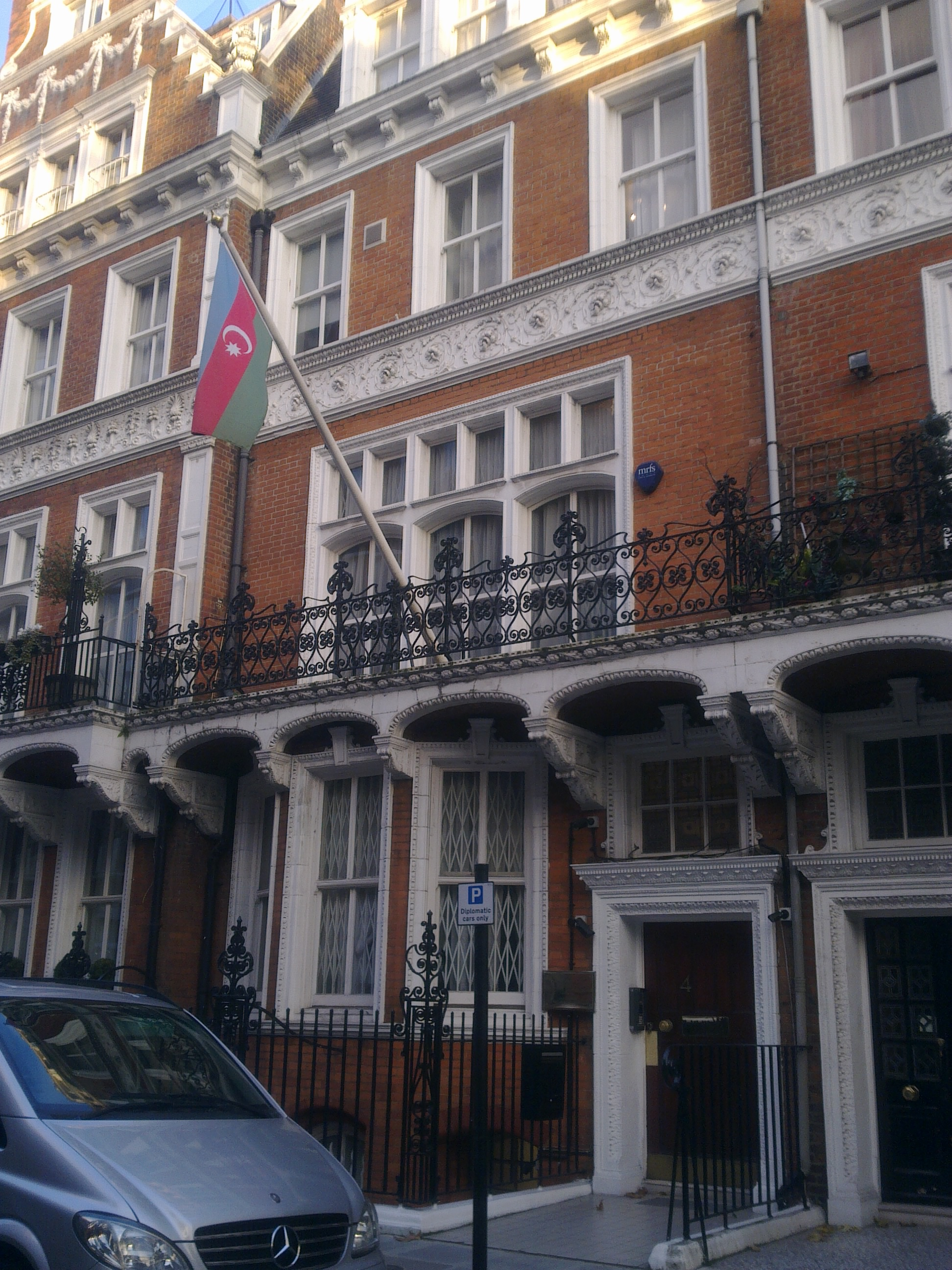
Embaixada do Azerbaijão em Londres

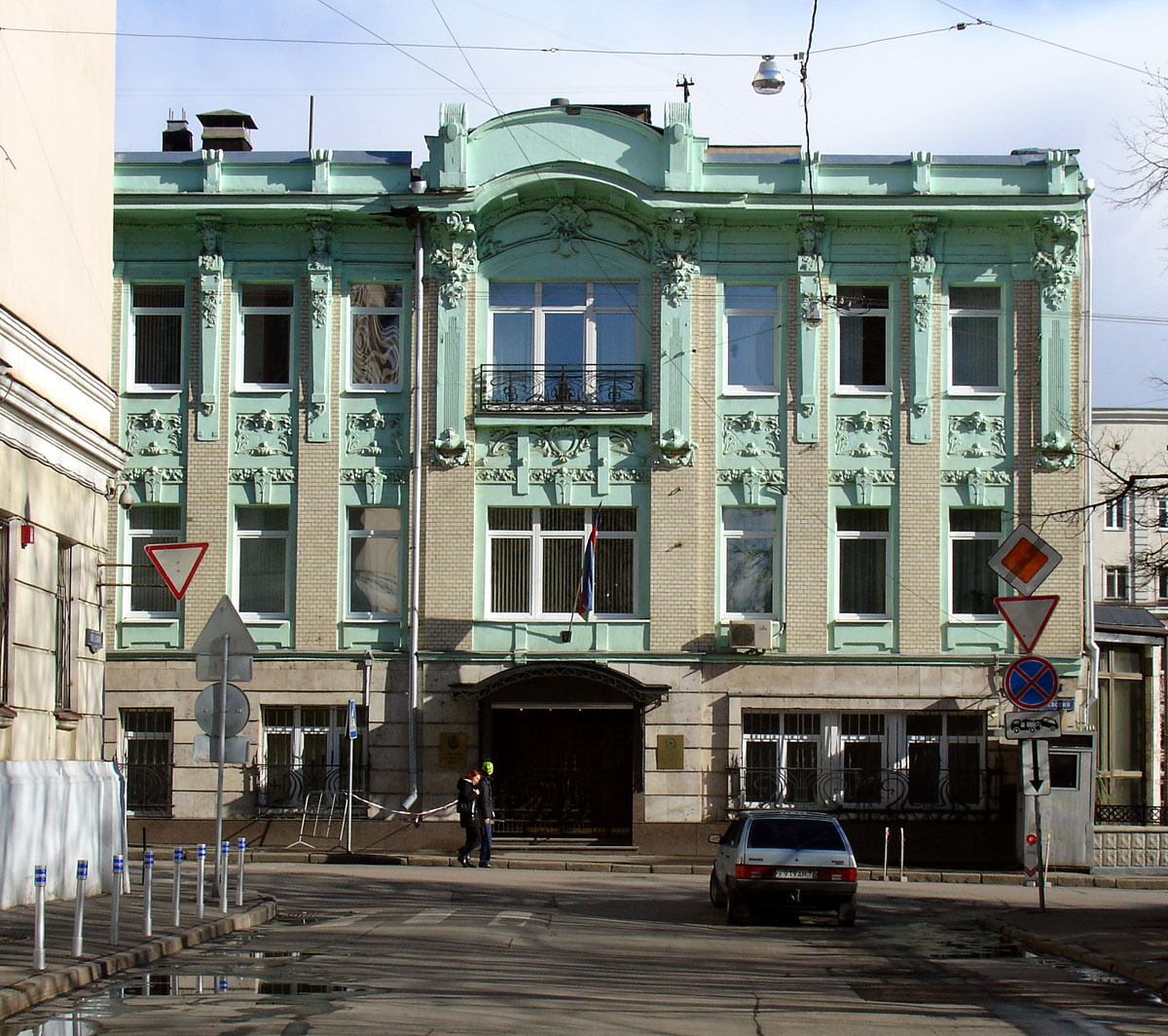
Embaixada do Azerbaijão em Moscou

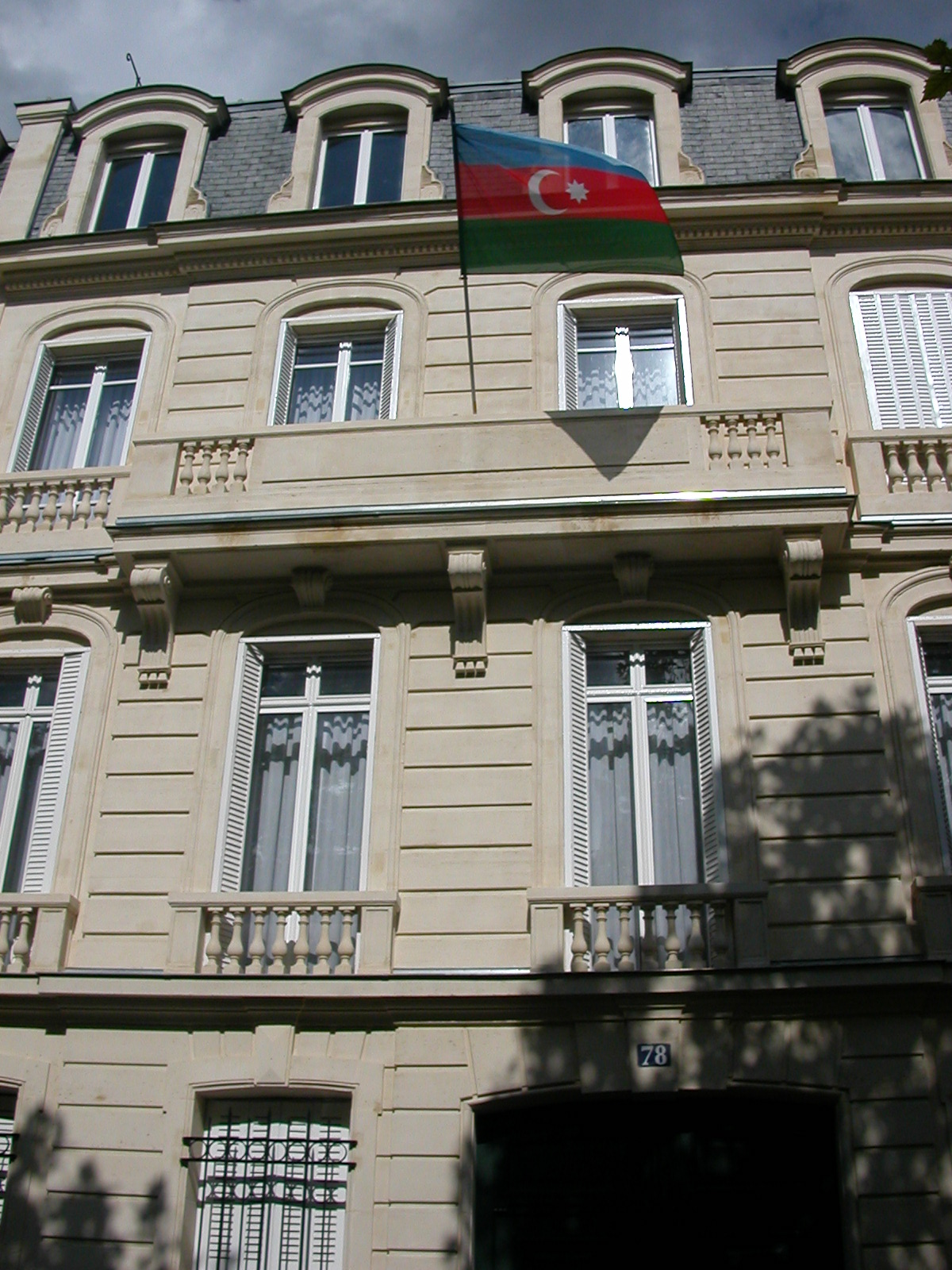
Embaixada do Azerbaijão em Paris

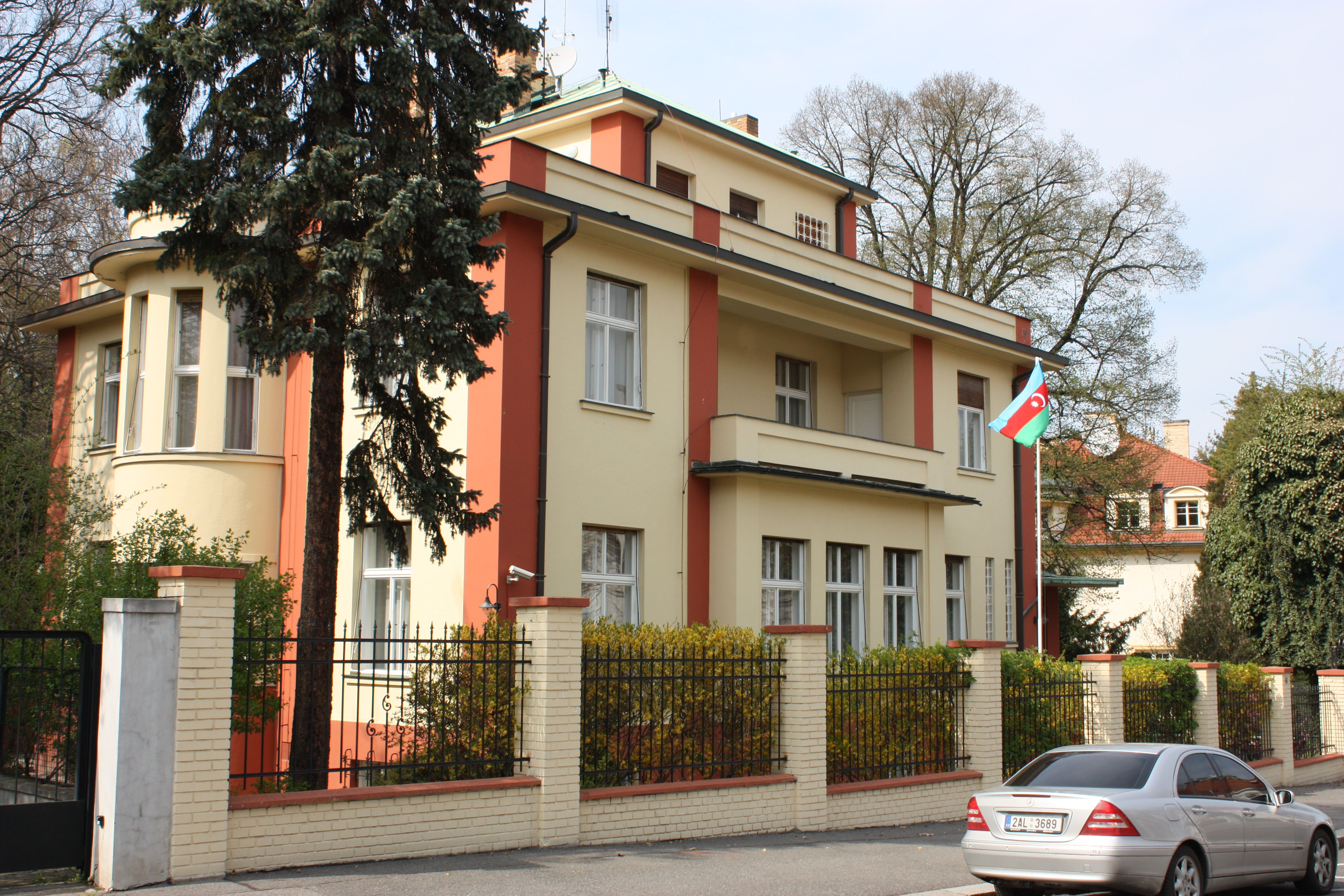
Embaixada do Azerbaijão em Praga

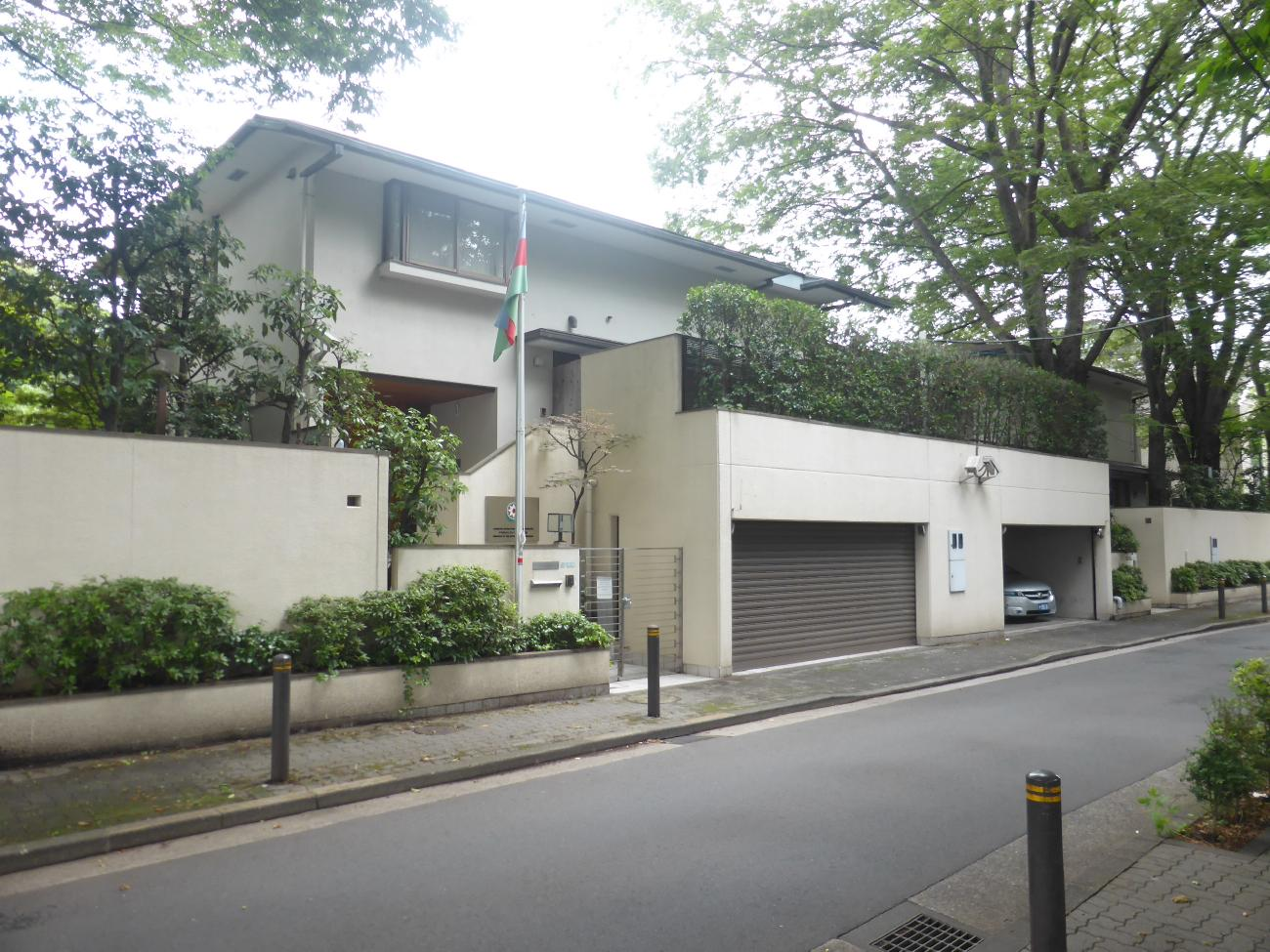
Embaixada do Azerbaijão em Tóquio

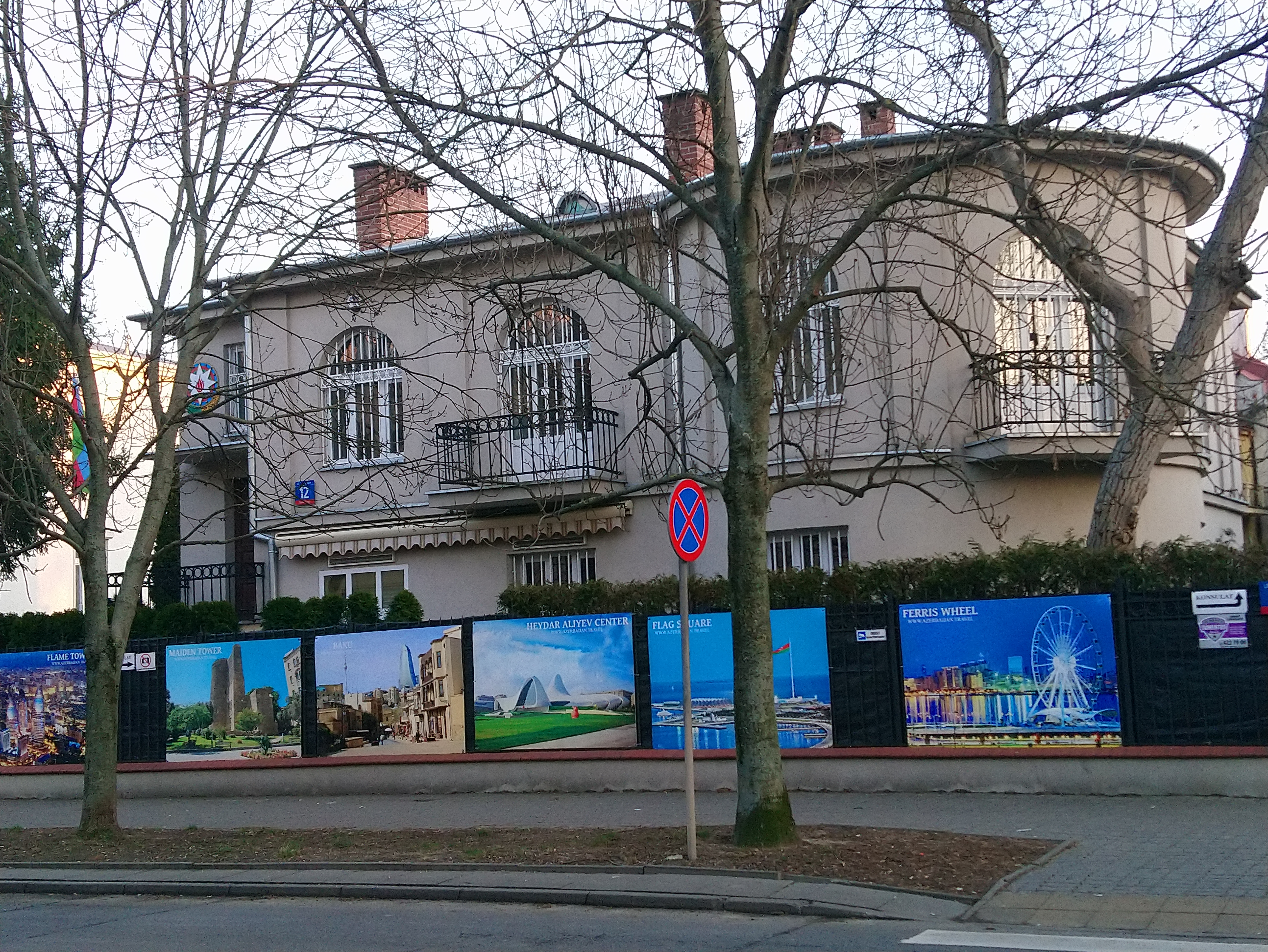
Embaixada do Azerbaijão em Varsóvia

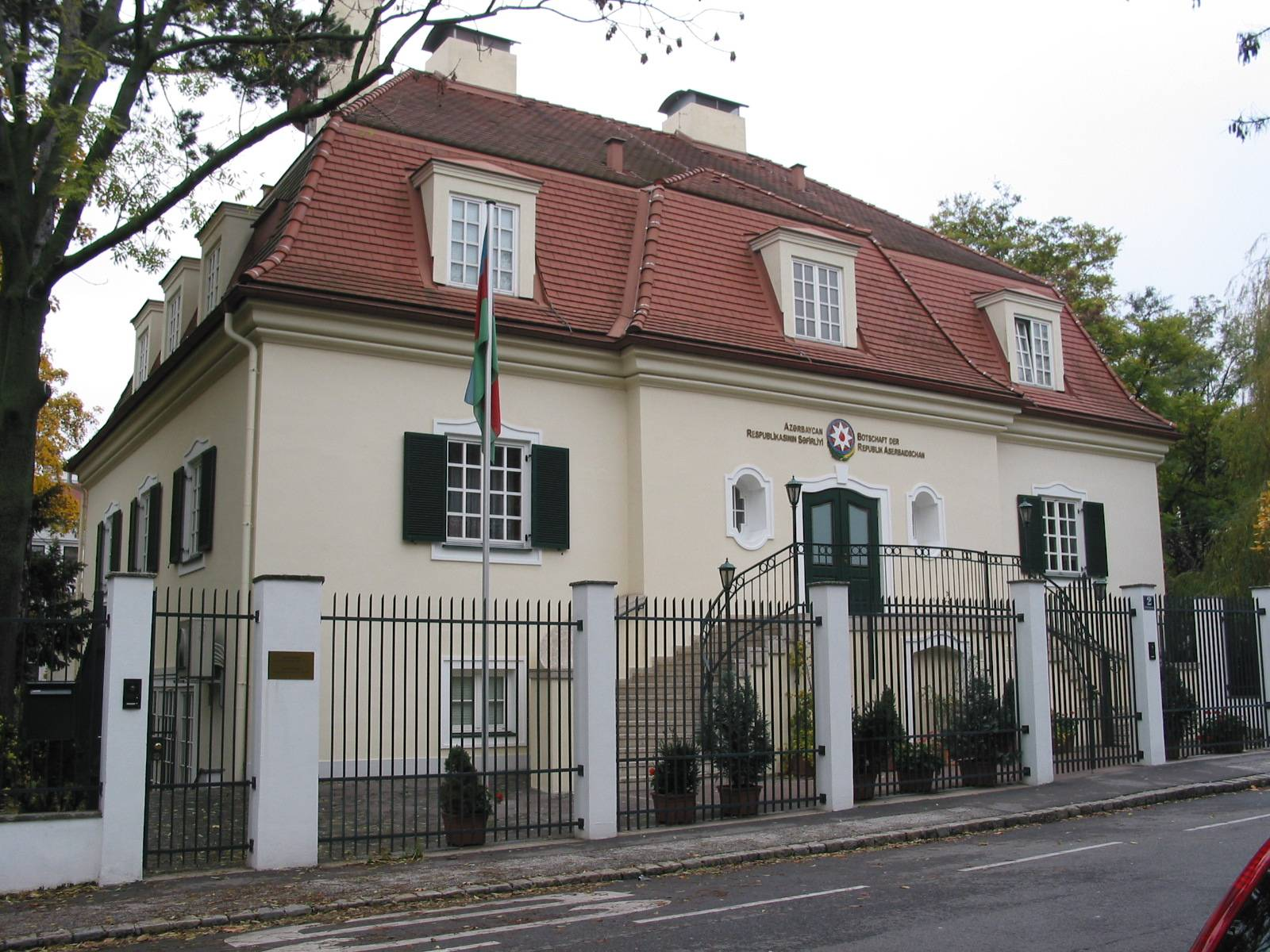
Embaixada do Azerbaijão em Viena

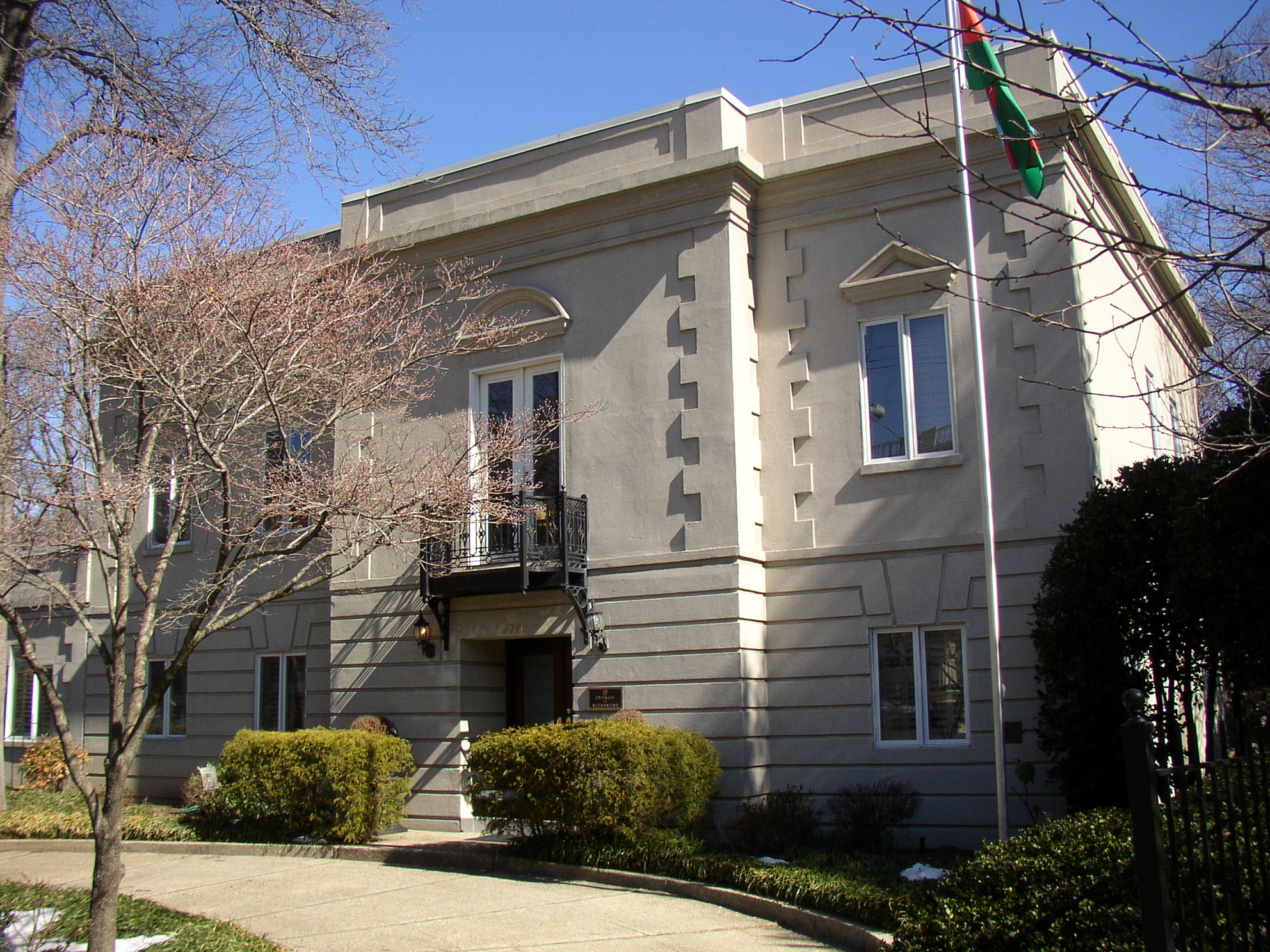
Embaixada do Azerbaijão em Washington, DC

## África
- África do Sul
  - Pretória (Embaixada)
- Argélia
  - Argel (Embaixada)
- Egito
  - Cairo (Embaixada)
- Etiópia
  - Adis-Abeba (Embaixada)
- Líbia
  - Trípoli (Embaixada)
- Marrocos
  - Rabat (Embaixada)

## América
- Argentina
  - Buenos Aires (Embaixada)
- Brasil
  - Brasília (Embaixada)
- Canadá
  - Ottawa (Embaixada)
- Colômbia
  - Bogotá (Embaixada)
- Cuba
  - Havana (Embaixada)
- Estados Unidos
  - Washington, DC (Embaixada)
  - Los Angeles (Consulado-Geral)
- México
  - Cidade do México (Embaixada)
- Peru
  - Lima (Embaixada)

## Ásia
- Arábia Saudita
  - Riade (Embaixada)
- Catar
  - Doha (Embaixada)
- Cazaquistão
  - Astana (Embaixada)
- China
  - Pequim (Embaixada)
- Coreia do Sul
  - Seul (Embaixada)
- Emirados Árabes Unidos
  - Abu Dhabi (Embaixada)
- Geórgia
  - Tbilisi (Embaixada)
- Índia
  - Nova Delhi (Embaixada)
- Indonésia
  - Jacarta (Embaixada)
- Irão
  - Teerã (Embaixada)
  - Tabriz (Consulado-Geral)
- Japão
  - Tóquio (Embaixada)
- Jordânia
  - Amã (Embaixada)
- Kuwait
  - Cidade do Kuwait (Embaixada)
- Malásia
  - Kuala Lumpur (Embaixada)
- Paquistão
  - Islamabad (Embaixada)
- Quirguistão
  - Bisqueque (Embaixada)
- Síria
  - Damasco (Embaixada)
- Tajiquistão
  - Duchambe (Embaixada)
- Turquemenistão
  - Asgabate (Embaixada)
- Turquia
  - Ancara (Embaixada)
  - Istambul (Consulado-Geral)
  - Carse (Consulado-Geral)
- Uzbequistão
  - Tashkent (Embaixada)
- Vietname
  - Hanói (Embaixada)

## Europa
- Alemanha
  - Berlim (Embaixada)
- Áustria
  - Viena (Embaixada)
- Bélgica
  - Bruxelas (Embaixada)
- Bielorrússia
  - Minsk (Embaixada)
- Bósnia e Herzegovina
  - Sarajevo (Embaixada)
- Bulgária
  - Sófia (Embaixada)
- Croácia
  - Zagreb (Embaixada)
- Espanha
  - Madrid (Embaixada)
- Estónia
  - Tallin (Embaixada)
- França
  - Paris (Embaixada)
- Grécia
  - Atenas (Embaixada)
- Hungria
  - Budapeste (Embaixada)
- Itália
  - Roma (Embaixada)
- Letônia
  - Riga (Embaixada)
- Lituânia
  - Vilnius (Embaixada)
- Moldávia
  - Chişinău (Embaixada)
- Montenegro
  - Podgorica (Embaixada)
- Países Baixos
  - Haia (Embaixada)
- Polónia
  - Varsóvia (Embaixada)
- Reino Unido
  - Londres (Embaixada)
- Chéquia
  - Praga (Embaixada)
- Roménia
  - Bucareste (Embaixada)
- Rússia
  - Moscou (Embaixada)
  - São Petersburgo (Consulado-Geral)
  - Ecaterimburgo (Consulado-Geral)
- Sérvia
  - Belgrado (Embaixada)
- Suíça 
  - Berna (Embaixada)
- Ucrânia
  - Kiev (Embaixada)

## Oceania
- Austrália
  - Camberra (Embaixada)

## Organizações multilaterais
- Bruxelas (Missão Permanente ante a União Europeia e a OTAN)
- Genebra (Missão Permanente ante as Nações Unidas e outras organizações internacionais)
- Minsk (Missão Permanente ante a Comunidade dos Estados Independentes)
- Nova Iorque (Missão Permanente ante as Nações Unidas)
- Paris (Missão Permanente ante a UNESCO)
- Roma (Missão Permanente ante a Organização das Nações Unidas para a Alimentação e a Agricultura)